# Вибори до Дніпропетровської обласної ради 2006
Вибори до Дніпропетровської обласної ради 2006 — вибори до Дніпропетровської обласної ради, що відбулися 26 березня 2006 року. Це були перші вибори до Дніпропетровської обласної ради, що проводилися за пропорційною виборчою системою. Для того, щоб провести своїх представників до  Дніпропетровської обласної ради, партія чи блок мусила набрати не менше 3% голосів виборців.

## Результати виборів
| Розподіл голосів    | Розподіл голосів    | Розподіл голосів | Розподіл голосів | Розподіл голосів |
| ------------------- | ------------------- | ---------------- | ---------------- | ---------------- |
|                     |                     |                  |                  |                  |
| ПР (39)             | ПР (39)             |                  | 26.0%            | 26.0%            |
| БЮТ (18)            | БЮТ (18)            |                  | 12.5%            | 12.5%            |
| Блок Лазаренка (17) | Блок Лазаренка (17) |                  | 11.3%            | 11.3%            |
| Наша Україна (9)    | Наша Україна (9)    |                  | 6.0%             | 6.0%             |
| КПУ (7)             | КПУ (7)             |                  | 5.0%             | 5.0%             |
| Блок Вітренко (5)   | Блок Вітренко (5)   |                  | 3.8%             | 3.8%             |
| Блок Литвина (5)    | Блок Литвина (5)    |                  | 3.0%             | 3.0%             |

- Васильківському районі ПР 31.0
- Магдалинівському районі  ПР 26.2
- Апостолівському районі ПР 25.5
- Верхньодніпровському районі ПР 28.0
- Криворізькому районі ПР 26.2
- Криничанському районі ПР 28.5
- Петриківському районі БЛ 28.8
- Павлоградському районі ПР 28.3
- Межівському районі ПР 25.7
- Нікопольському районі ПР 22.1
- Софіївському районі ПР 22.4
- Синельниківському районі БЛ 27.0
- Томаківському районі БЛ 28.6
- Новомосковському районі БЛ 24.1
- П’ятихатському районі ПР 21.8
- Солонянському районі БЛ 30.2
- Царичанському районі БЛ 25.6
- Петропавлівському районі ПР 30.9
- Широківському районі БЛ 33.7
- м. Синельниковому ПР 24.2
- Покровському районі ПР 30.4
- Юр’ївському районі БЛ 43.0
- Дніпродзержинську ПР 27.5
- Першотравенську ПР 36.1
- Кривому Розі ПР 32.8
- Павлограді ПР 32.2
- м. Новомосковську ПР 23.3
- Жовтих Водах  ПР 25.0
- Тернівці БЮТ БЮТ 10.5
- Марганці ПР 25.5
- м. Орджонікідзе ПР 30.5